# جيمس ماسون (ممثل)
جيمس ماسون (بالإنجليزية: James Pier Mason)‏ هو ممثل أمريكي، ولد في 3 فبراير 1889 بباريس في فرنسا، وتوفي في 7 نوفمبر 1959 بهوليوود في الولايات المتحدة بسبب نوبة قلبية.

## وصلات خارجية
- جيمس ماسون على موقع IMDb (الإنجليزية)
- جيمس ماسون على موقع قاعدة بيانات الفيلم (الإنجليزية)